# Víctor Aragón
Víctor Aragón Espinoza (23 dicembre 1966) è un ex calciatore boliviano, di ruolo portiere.

## Carriera

### Club
Aragón debuttò nella massima serie boliviana nel corso della stagione 1983: giocò 13 gare con l'Independiente Petrolero di Sucre, divenendo il titolare in tale club. Nel 1984 si trasferì al The Strongest, a La Paz; lì giocò due campionati da secondo, dietro a Luis Galarza. Nel 1986 venne ceduto al Wilstermann; Aragón giocò altri due tornei con la compagine di Cochabamba, assommando 30 presenze. Tornato al The Strongest, venne scelto per la prima volta come titolare per il campionato 1989. In tale competizione riuscì a registrare il primato di imbattibilità per il The Strongest: per sette gare la sua porta rimase inviolata, per un totale di 686 minuti; fu José Campos, attaccante argentino dell'Oriente Petrolero, a interrompere la serie di partite senza subire reti. L'anno seguente contribuì a stabilire un altro risultato rilevante: 658 minuti senza che il The Strongest subisse gol; stavolta, si alternò tra i pali con il collega paraguaiano Miguel Gariazú. Fu Célio Alves a segnare e ad azzerare il conto dei minuti d'inviolabilità. Nel 1993 passò al Bolívar, campione in carica, per fare il secondo portiere: fu nella rosa che vinse il torneo del 1994. Per il campionato 1995 si accasò all'Independiente Petrolero; vi rimase fino al 1998, alternando periodi da titolare ad altri da riserva. Si ritirò dopo aver raggiunto il secondo posto nel 1999 con la maglia del The Strongest.

### Nazionale
Nel 1991 venne incluso nella lista per la Copa América. Esordì in Nazionale maggiore nell'ambito di tale manifestazione il 7 luglio a Valparaíso contro l'Uruguay. Registrò la sua seconda e ultima presenza il 9 luglio con il Brasile a Viña del Mar.

## Palmarès

### Club

#### Competizioni nazionali
- Campionato boliviano: 2

The Strongest: 1989
Bolívar: 1994